# Pinnixa valdiviensis
Pinnixa valdiviensis is een krabbensoort uit de familie van de Pinnotheridae. De wetenschappelijke naam van de soort is voor het eerst geldig gepubliceerd in 1907 door Rathbun.